# Edzell
Edzell ist ein Dorf und Ferienort zwischen den Tälern Strathmore und Howe of the Mearns in der schottischen Council Area Angus. Es liegt zwischen dem Whishop Burn und dem Fluss North Esk 9,5 Kilometer nördlich von Brechin. Edzell hatte 908 Einwohner im Jahr 2011.
Das ursprüngliche Dorf Edzell, das in der Nähe von Edzell Castle und des alten Kirchhofs lag, erscheint in den schriftlichen Aufzeichnungen der Abtei Arbroath aus dem 13. Jahrhundert als Edale oder Adele. Das heutige Dorf war früher unter dem Namen Slateford bekannt, was eine Furt des North Esk beschreibt. Als die neue Kirche 1818 von Lord Panmure gebaut wurde, wurde Slateford als Edzell bekannt. Der Dalhousie-Bogen, welcher die Straße am Dorfeingang überspannt, wurde 1889 von Pächtern des Dalhousie-Gutes gebaut, um den Tod des Grafen und der Gräfin von Dalhousie zu gedenken, die beide am selben Tag starben und in hohem Ansehen standen.
Zu den Gebäuden von historischem und architektonischem Interesse gehört die Inglis Memorial Hall, die dem Dorf 1898 von Colonel Robert Inglis, dem Chef der Londoner Börse, geschenkt wurde, der sie im Gedenken an seine Eltern errichtet hatte. Das Bankhaus in der High Street war ursprünglich die British Linen Bank, in der der Dichter und Bankier James Guthrie lebte und arbeitete. Guthrie, der von der Union Bank beauftragt wurde, eine Filiale in Edzell zu eröffnen, setzte sich aktiv für das Wohl des Dorfes ein, indem er Gas einführte, Märkte eröffnete und den Vorsitz bei den Highland Games führte.
Im Jahr 1900 wurde eine Hängebrücke, die als Shakkin’ Brig bekannt ist, über den North Esk gebaut, und 1895 wurde ein Golfclub gegründet. Edzell Muir und Pirner’s Brig sind beliebte Picknickplätze, und Wanderungen folgen dem Fluss von der Gannochy Bridge bis zu den Rocks of Solitude.

## Söhne und Töchter
- Stuart Hood (1915–2011), Schriftsteller, Übersetzer und Fernsehmacher
- David Will (1936–2009), Sportfunktionär